# 普雷斯迪穆
普雷斯迪穆是葡萄牙阿威罗区的一个堂区。总面积31.78平方公里，总人口921人，人口密度29人/平方公里。